# Stevens (singolo)
Stevens è il decimo singolo della cover band statunitense Me First and the Gimme Gimmes, pubblicato per la Nitro Records nel 2001.
Questo singolo è composto di cover di Cat Stevens.

## Tracce
1. Father and Son – 3:16
2. Wild World – 2:30

## Formazione
- Spike Slawson - voce
- Joey Cape - chitarra
- Chris Shiflett - chitarra
- Fat Mike - basso, voce
- Dave Raun - batteria